# Fernán Caballero (miejscowość)
Fernán Caballero – gmina w Hiszpanii, w prowincji Ciudad Real, w Kastylii-La Mancha, o powierzchni 103,96 km². W 2011 roku gmina liczyła 1121 mieszkańców.